# Léo Gausson
 (février 2008).
Améliorez-le ou discutez des points à vérifier. 
Léo Gausson (14 février 1860 à Lagny-sur-Marne - 27 octobre 1944  à Lagny-sur-Marne) est un peintre français, lié au mouvement néo-impressionnisme et synthétique.

## Biographie
Léo Gausson est né le 14 février 1860 à Lagny-sur-Marne situé à une quarantaine de kilomètres à l'est de Paris.
La peinture fut l'essentiel de son art. Artiste complet, il pratiqua d'autres moyens d'expression comme le dessin, la gravure et la sculpture.
Léo Gausson, artiste novateur, participe avec enthousiasme aux deux mouvements qui ont pris naissance à peu d'intervalle, le néo-impressionnisme et le synthétisme basés sur des conceptions esthétiques différentes.

### Formation artistique
Il reçoit d'abord une formation de sculpteur en suivant des cours du soir à l'École nationale supérieure des arts décoratifs. Il exécuta durant sa vie de nombreux médaillons.
Pourtant très jeune, il souhaite entreprendre des études de peinture.
Ses débuts dans cette discipline s'inscrivent sous une double influence. Il est d'abord initié à l'École de Barbizon par un peintre de Lagny, Antonio Cortès, ancien élève de Constant Troyon. Curieux de tout, Gausson est attentif à la peinture contemporaine. Sa palette s'éclaircit et atteste une connaissance approfondie des impressionnistes.

### Période néo-impressionniste

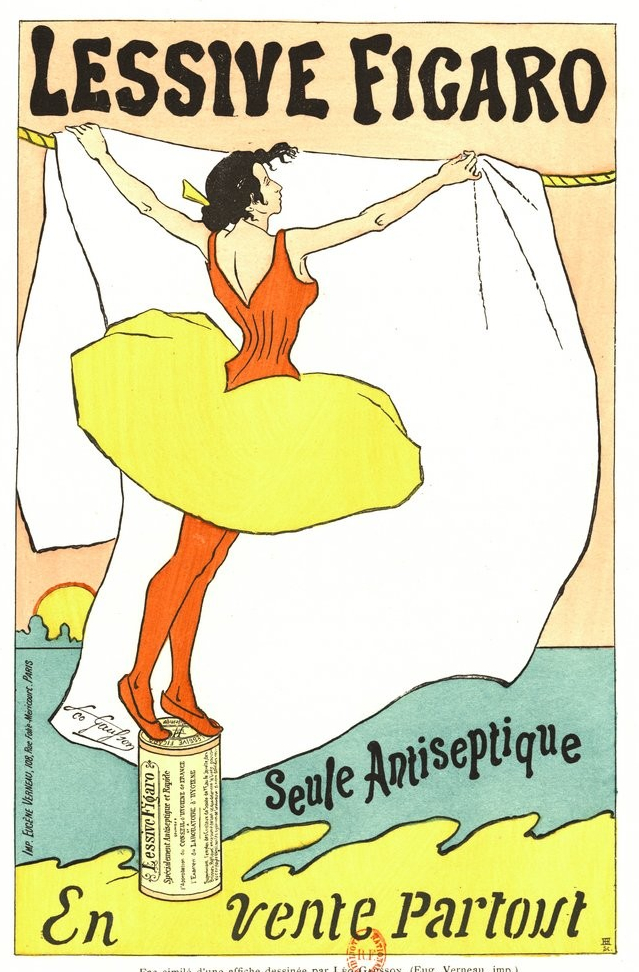
Affiche pour la Lessive Figaro (avant 1896).

Il fait la connaissance de deux xylographes, Maximilien Luce et Émile-Gustave Cavallo-Péduzzi, dans la maison du graveur Eugène Froment, qui avait formé Luce
. Ensemble, ils s'intéressent et étudient les principes scientifiques appliqués à l'art. C'est le moment où s'élabore le néo-impressionnisme, dont les plus éminents, Georges Seurat et Paul Signac, soutenus par le maître Camille Pissarro, forment le groupe initial. Gausson et ses amis pressentent toute l'importance que constitue l'ouvrage d'Eugène Chevreul : De la loi du contraste simultané des couleurs.
En 1885, Gausson connaît parfaitement les principes de cette théorie et il les explicite dans une longue lettre à Émile Zola. L'œuvre de Gausson devient particulièrement novatrice en 1886, année où il réalise des œuvres selon l'étude du contraste simultané.

### Période synthétique
Continuant ses recherches, il s'oriente logiquement vers le synthétisme, qui lui permet de représenter l'intensité de certains effets de la nature. Il réalise de 1890-1894 et même à partir de 1889 des œuvres audacieuses aux formes simplifiées traitées en à-plat et cloisonnées.
Il participe aux expositions d'avant-garde : à Saint-Germain-en-Laye, les XX à Bruxelles, l'association Pour l'Art à Anvers, à Paris chez Le Barc de Boutteville, l'hôtel Brébant, le salon des Cent.
Durant toute cette période, il n'en abandonne pas pour autant le néo-impressionnisme. Même, délaissant toute théorie, il s'attache davantage à la représentation du réel, dans une synthèse des éléments qui lui est très personnelle : Cour de ferme, 1891, (basée sur le nombre d'or).
Son affiche pour la Lessive Figaro (1893) est reproduite dans la revue Les Maîtres de l'affiche (1895-1900).
Une correspondance témoigne de ses relations avec les écrivains symbolistes : Gausson illustre des livres d'Adolphe Retté ; Gustave Kahn préface le catalogue de son exposition particulière à la galerie Laffitte en 1896.
Gausson écrira un livre de contes Histoires vertigineuses, en 1896.
En 1900, il est promu officier d'Académie, pour avoir réalisé avec Adolphe Retté un monument dédié à Charles Colinet, dans la forêt de Fontainebleau.

### Période africaine
Ces conditions d'existence très précaires décident Gausson à quitter la France. En 1901, il s'engage dans l'administration coloniale. Ce sera une entrave à poursuivre son œuvre. Il vivra en Guinée française sept ou huit ans.
Gausson est l'un des tout premiers à avoir rapporté des peintures de cette région d'Afrique, alors inconnue des Occidentaux.

### Période bretonne
Les toiles de la période bretonne marquent une synthèse plus rigoureuse et révèlent l'affirmation de ses qualités de coloriste. Il construit les formes par la couleur.

### Fin de vie
Domicilié  dans le 5e arrondissement de Paris, il est mort chez son neveu commerçant à Lagny-sur-Marne le 27 octobre 1944.

## Dans les collections muséales
Musées possédant des œuvres de Gausson :
- Musée d'Orsay, Paris
- Musée van Gogh, Amsterdam
- (en) The Indianapolis Museum of Art[w 1], Indianapolis
- Musée Gatien-Bonnet[w 2], Lagny-sur-Marne

## Sources